# Ira Remsen

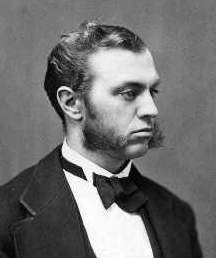
Ira Remsen

Ira Remsen (* 10. Februar 1846 in New York; † 4. März 1927 in Carmel, Kalifornien) war ein US-amerikanischer Chemiker. Remsen entdeckte 1879 zusammen mit Constantin Fahlberg (1850–1910) den künstlichen Süßstoff Saccharin. Er war der zweite Präsident der Johns Hopkins University in Baltimore.

## Leben
Der aus New York gebürtige Remsen studierte zunächst auf Wunsch seiner Eltern Medizin an der Columbia University College of Physicians and Surgeons, die er 1867 als Doktor der Medizin (M.D.) abschloss. Im Anschluss reiste er nach Deutschland, um seinen eigentlichen Zielen, einem Studium der Chemie, nachzugehen. Im Jahr 1870 erreichte er hier an der Universität Göttingen bei Rudolph Fittig einen weiteren Doktortitel. An der Universität Tübingen setzte Remsen seine Studien fort, hier war er von 1870 bis 1872 Assistent für Theoretische Chemie.
Nach seiner Rückkehr 1875 in die Vereinigten Staaten nahm er eine Professur am Williams College in Massachusetts an und schrieb hier sein bedeutendstes Werk The principles of theoretical chemistry. Unter anderem durch diese Veröffentlichung wurde Daniel Coit Gilman auf ihn aufmerksam und lud ihn ein, die chemische Fakultät an der Johns Hopkins-Universität in Baltimore zu begründen. 1875 wurde er in die American Academy of Arts and Sciences gewählt. 1879 begründete er hier das American Chemical Journal, dessen Herausgeber er 35 Jahre lang war und welches heute zu den bedeutendsten chemischen Fachzeitschriften zählt. Im gleichen Jahr entdeckte er – mehr durch einen Zufall – den künstlichen Süßstoff Saccharin. Er hatte im Labor mit Steinkohleteerverbindungen gearbeitet, und hatte, nachdem er zu einer Mahlzeit seine Hände nicht gründlich gereinigt hatte, deren süßlichen Geschmack an seinen Fingern bemerkt. Gemeinsam mit seinem Partner Constantin Fahlberg ging er dieser Spur nach und publizierte 1880 die neu gefundene Substanz. In späteren Jahren kam es zu einem Zerwürfnis mit Fahlberg, der die Patentrechte am Saccharin für sich beansprucht hatte.
Im Jahr 1901 wurde er zum Präsidenten der Johns Hopkins University ernannt. Dieses Amt behielt er bis 1912 inne.
Ira Remsen war von 1907 bis 1913 Präsident der National Academy of Sciences, deren Mitglied er seit 1882 war.
Seinen Ruhestand verbrachte er in Carmel in Kalifornien. Nach seinem Tod wurde das neue Chemiegebäude der Johns Hopkins University nach ihm als Remsen Hall bezeichnet, seine Asche fand dort hinter einer Gedenktafel ihre letzte Ruhestätte.
Seine Arbeiten betrafen die anorganische wie die organische Chemie, am bekanntesten machte er sich in Deutschland durch eine Anzahl ebenso eigenartiger wie vortrefflicher Lehrbücher: The principles of theoretical chemistry (3. Aufl., Philad. 1887); Introduction to the study of the compounds of carbon, or Organic chemistry (5. Aufl., Bost. 1890); An introduction to the study of chemistry (zuletzt New York 1889); The elements of chemistry (zuletzt ebd. 1889); Inorganic chemistry advanced course (2. Aufl., ebd. 1890). Alle diese Werke sind auch auf Deutsch erschienen (Tübingen), einige auch in anderen Sprachen.
Nach ihm ist der Remsen Award der ACS benannt.